# Dorylomorpha albitarsis
Dorylomorpha albitarsis är en tvåvingeart som först beskrevs av Zetterstedt 1844.  Dorylomorpha albitarsis ingår i släktet Dorylomorpha och familjen ögonflugor. Arten är reproducerande i Sverige. Inga underarter finns listade i Catalogue of Life.